# 21 CFR Part 11
Title 21 CFR Part 11 er en del af Title 21 i Code of Federal Regulations der etablerer det amerikanske Food and Drug Administration regulativer om elektroniske optegnelser og elektroniske signaturer (ERES). Part 11, som det almindelig vis kaldes, definerer kriterierne som elektroniske optegnelser og elektroniske signaturer kan betragtes som troværdige, pålidelige og ækvivalente til papirdokumentation (Title 21 CFR Part 11 Section 11.1 (a)).